# 琼海市海桂中学
19°16′35″N 110°27′57″E / 19.276433466305207°N 110.46583326760341°E
琼海市海桂中学 ，简称海桂，旧称为嘉积中学海桂学校。海桂学校是位于中华人民共和国海南省琼海市的一所全日制完全中学，是海南省规模最大的一所私立中学。

## 学校历史
海桂学校是一所私立民办完全中学，相对于大多数的公立学校办学较晚，所以学校历史较短。2003年，海桂学校在改革的浪潮中应运而生，当时琼海市市委、市政府为了解决琼海市基础教育资源短缺，最后决定由琼海海桂教育实业有限公司投资、建设，学校按照国家现代中学教育技术标准建设，海桂学校与嘉积中学联合办学，于2003年8月在万泉河畔建成。
2020年，学校脱离嘉积中学，改名为海桂学校。
2021年，学校更名为“海桂中学”。

## 2021年海桂学校“变相强制”学生购买教育平板事件
2021年8月23日，海南省教育厅等五部门发布规范教育收费的“十一条禁令”，进一步规范海南省教育收费行为。其中，第一条为“严禁中小学校以信息化教学或分班教学为名，强制或变相强制学生购买平板电脑或教育APP”。
8月31日，海桂学校被曝出“变相强制”学生购买其与海南省耀升科技有限公司合作推出的一款教育平板。9月31日，海桂学校被海南省琼海市教育局约谈，并表示“将开展调查，如果存在违规情况将严肃处理”。之后海南省耀升科技有限公司以“因国内芯片短缺，无法批量采购到平板电脑”的名义向今年初一、高一年级的家长退还了购买教育平板的费用，共计325万人民币。